# Ruiseñores Fraccionamiento
Ruiseñores Fraccionamiento är en ort i Mexiko.   Den ligger i kommunen Jesús María och delstaten Aguascalientes, i den centrala delen av landet, 400 km nordväst om huvudstaden Mexico City. Ruiseñores Fraccionamiento ligger 1 864 meter över havet och antalet invånare är 467.
Terrängen runt Ruiseñores Fraccionamiento är platt åt sydost, men åt nordväst är den kuperad. Runt Ruiseñores Fraccionamiento är det tätbefolkat, med 459 invånare per kvadratkilometer. Närmaste större samhälle är Aguascalientes, 10,6 km sydost om Ruiseñores Fraccionamiento. Trakten runt Ruiseñores Fraccionamiento består till största delen av jordbruksmark.